# Storena melanognatha
Storena melanognatha är en spindelart som beskrevs av Johan Coenraad van Hasselt 1882. Storena melanognatha ingår i släktet Storena och familjen Zodariidae. Inga underarter finns listade i Catalogue of Life.